# Хабибуллин, Фарит Ахметжанович
Фари́т Ахметжа́нович Хабибу́ллин (31 мая 1941 — 27 декабря 2007) — российский театральный и общественный деятель, директор Казанского Татарского государственного театра юного зрителя (1987—2001). Заслуженный деятель искусств Республики Татарстан.

## Биография
Родился в селе Козыревское Усть-Камчатского района Камчатской области. В 1967—1972 годах играл на сцене Ульяновского областного драматического театра, затем в Тобольском драматическом театре. В 1978—1985 годах — режиссёр Республиканского передвижного театра. С 1985 года работал над созданием Татарского театра-студии при Министерстве народного образования республики. В 1991 году театр-студия преобразован в Казанский Татарский государственный театр юного зрителя.
Заслуженный деятель искусств Республики Татарстан (1997).

## Политическая деятельность
В 1994 году вступил в КПРФ. В сентябре 2007 года на выборах в Государственную Думу выдвинут Татарстанским республиканским комитетом КПРФ кандидатом в депутаты. В день выборов 2 декабря Хабибуллин вместе с другим кандидатом Ольгой Панченко посетили один из избирательных участков. По версии КПРФ, на участке произошёл инцидент, когда в ответ на просьбу Хабибуллина предоставить информацию о количестве выданных открепительных удостоверений был вызван наряд милиции. По сообщению Татарстанского рескома КПРФ, сотрудники милиции применили силу, выдворяя Хабибуллина из зала, в результате он получил ушибы тела и ранение головы, с ним случился сердечный приступ.
После данного происшествия Хабибуллин и Татарстанский реском КПРФ обратились с заявлениями в милицию, прокуратуру и суд. 27 декабря 2007 года по дороге в прокуратуру Хабибуллин скончался.
Представители КПРФ назвали смерть Хабибуллина «политическим убийством». Лидер партии Геннадий Зюганов потребовал от Генеральной прокуратуры начать расследование. Член ЦК КПРФ, глава Международного союза советских офицеров, генерал-майор авиации Е. И. Копышев заявил:
Променяв свои убеждения, присягу народу и Отечеству на собственность, руководя республикой по принципу «разделяй и властвуй», обманывая, предавая и грабя трудовой народ, буржуазная власть Татарстана, как и всей России, не может выиграть выборы в честной и открытой политической борьбе, идет на любые уголовные преступления. В 1996 году именно при Шаймиеве М. Ш. была организована кража 600 000 голосов у кандидата в Президенты РФ от КПРФ. Ныне, в стремлении сохранить власть, его сатрапы фактически пошли на политическое убийство. Не забудем и не простим. Сегодня вся республика превращена в берлинскую тюрьму Моабит, где фашистские палачи издевались над Мусой Джалилем.
Пресс-служба ЦК КПРФ выпустила заявление секретаря ЦК КПРФ В. Рашкина, где говорилось:
…я обвиняю в смерти нашего товарища не только милиционеров-выродков, не только власти Татарстана, но и президента России и Генеральную прокуратуру, которые не способны обеспечить безопасность граждан. Ранее я заявлял, что власть очень близко подошла к той грани, за которой начинается политический террор. Похоже, эту грань она начинает переступать. Но пусть не надеются убийцы, что их преступление останется безнаказанным. Председатель ЦК КПРФ Геннадий Андреевич Зюганов взял расследование этого дела под свой жесткий контроль. Депутаты-коммунисты Государственной Думы требуют от Генерального прокурора и президента России наказать убийц и их пособников во властных структурах Татарстана по всей строгости закона. Мы заявляем власть имущим: нас не запугать! Политический террор не пройдет!